# 雜波

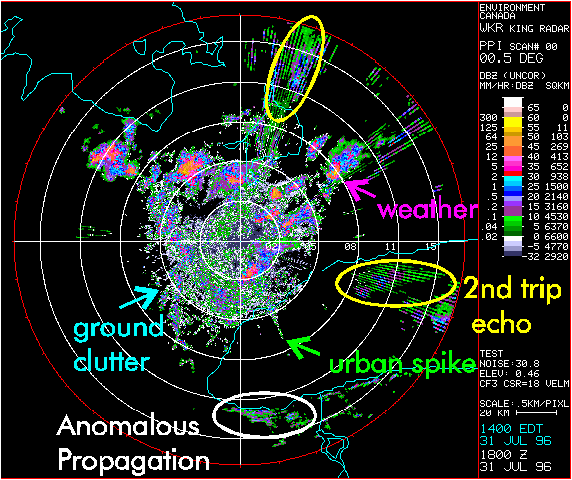
受到干擾的雷達圖

雜波（或稱雜斑）一詞用來描述電子系統中多餘（不需要）的回波（echo）。雷達相關領域尤其常用這個詞。這類型的回波通常來自地面、海洋、雨水，或者動物、昆蟲以及大氣紊流等，可能嚴重干擾雷達系統的運作。